# Seattle Sounders FC
A Seattle Sounders egy amerikai labdarúgócsapat, amely a Washington állambeli Seattle városában található. A klubot 2007. november 13-án alapították és az észak-amerikai első osztályban, a Major League Soccer-ben szerepel. Hazai mérkőzéseit a 37 722 néző befogadására alkalmas Lumen Fieldben játssza.

## Történelem

### 2010
2010. október 5-én a Columbus Crew ellenében sikeres címvédést hajtottak végre a Amerikai labdarúgókupában, miután 2-1-re győztek a Seattle-ben rendezett döntőben. Ezzel ők lettek az első olyan MLS-csapat a kupa történetében, akik meg tudták védeni a címüket. A meccset 31.311 néző szurkolta végig, ami abszolút rekord a US Open Cup történetében.

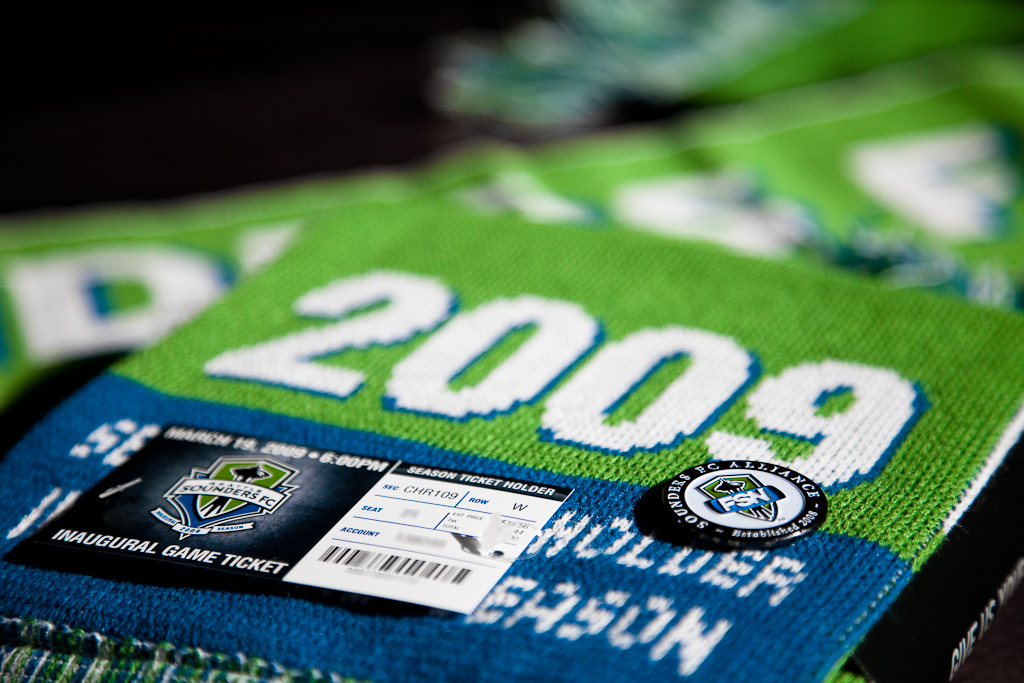
2009-es Seattle Sounders belépő

### 2011

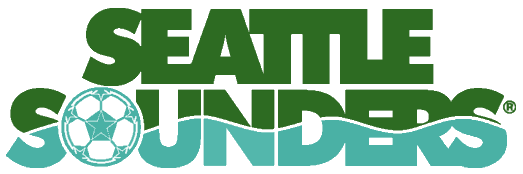
A Sounders alternatív logója

A 2011-es szezon nehéz startja után a csapat az MLS legjobbjai közé nőtte ki magát. Mauro Rosales, érkezése után igazi játékmesterré vált, amivel a csapat a szezon legtöbb találatot jegyző gárdája lett a bajnokságban. Szeptemberben egy sikeres csoportkört követően kvalifikálta magát a csapat a CONCACAF-bajnokok ligája negyeddöntőjébe, amire 2012 tavaszán került sor. Emellett folytatták jó sorozatukat a US Open Cup-ban, ahol zsinórban harmadszor jutottak be a döntőbe. Október 4-én hazai pályán, egy újabb kupa nézőcsúcs (35 615 néző) felállítása mellett, gyönyörű végjátékkal, Fredy Montero és Ozzie Alonso góljaival 2-0-ra megverték a Chicago Fire együttesét. Ezzel 1968 óta ők az első csapat, akiknek sikerült zsinórban három címet megnyerni, ráadásul ők az első MLS-csapat a torna történetében, akiknek sikerült ezt véghez vinni. 
A bajnokságban a csapat legjobb szezonját produkálta, mind győzelmek, mind gólok tekintetében és a David Beckham fémjelezte Los Angeles Galaxy mögött a Nyugati főcsoport és egyben az összesített tabella második helyén végeztek. A szezon során többször is nézőcsúcsot állítottak fel, az utolsó hazai alapszakasz meccsükre 64 140 néző látogatott ki, amely egyben a csapatkapitány Kasey Keller búcsúztatása volt, hiszen a veterán hálóőr a szezon végén visszavonult. A mérkőzésen Keller karrierjéhez méltóan játszott, hiszen hét védést mutatott be és a 65. percben egy bámulatos védési sorozatot láthattak a nézők, amelynek során az ellenfél négy ziccerét hárította egy akción belül. A mérkőzést végül a Sounders nyerte, mert bár a 25. perctől hátrányban játszottak, végül bravúros finissel a 82. és a 87. percben Sammy Ochoa és Fredy Montero góljai révén megfordították az állást, és 2-1-re legyőzték a San Jose Earthquakes csapatát.
A rájátszásbeli sikertelenség ebben az évben sem pártolt el a csapattól. A főcsoport elődöntőben a Real Salt Lake csapatával csaptak össze. Az idegenbeli első mérkőzésen csúfos 3-0-s vereséget szenvedett a Sounders, így már az sem volt elég a továbbjutáshoz, hogy hazai pályán zseniálisan teljesítettek, a 2-0-s győzelem összesítésben a kiesést jelentette a gárda számára.

### 2012
A 2012-es szezon pozitív előjelekkel indult, összeszokottnak tűnt a csapat. Megdöbbentő hír volt a szurkolók számára, hogy február közepén a csapat megszerezte a volt amerikai válogatott csatárt, Eddie Johnson-t, két közönség kedvenc ifjúért, Lamar Neagle-ért és Mike Fucito-ért cserébe a Montreal Impact-től. Kezdetben sokaknak nem tetszett az üzlet, ám nyárra bebizonyosodott, hogy megérte.
A márciust a mexikói Santos Laguna csapata ellen kezdte a Sounders a Bajnokok ligája negyeddöntőjében. Az első mérkőzésen, hazai pályán megdöbbentő 2-1-es győzelmet aratott az amerikai együttes, a gólokat az ifjú David Estrada és a rutinos Brad Evans szerezték. A visszavágón azonban megmutatkozott a mexikóiak erőfölénye és megsemmisítő 6-1-es vereséget mértek a Seattle-re, akik így búcsúztak a kontinenstornáról.
Az MLS szezont ezzel szemben zseniálisan nyitotta a csapat, történetük legjobb rajtját produkálva az év első 9 meccséből 7-et megnyertek, és ezen kívül 1 döntetlent és mindössze egyetlen vereséget hoztak össze. Ezt követően azonban május közepétől jött egy hatalmas mélyrepülés, 9 meccsen keresztül képtelen volt nyerni Sigi Schmid csapata. Végül július 7-én a Colorado Rapids elleni 2-1-es győzelemmel megtört a jég és visszatért a csapat remek formája, augusztus elején fölényes 4-0-s győzelemmel küldték haza a Galaxy-t, ráadásul ezt a szezon addigi legnagyobb nézőserege (60.908 néző) előtt vitték véghez.
A május-júniusi mélypont ellenére a US Open Cup-ban remekelt a gárda. Két alsóbb osztályú csapat kiütésével kezdték meg címvédésüket. Előbb az Atlanta Silverbacks csapatát verték 5-1-re, majd a Cal FC kullogott haza 5-0-s vereségét követően. A negyeddöntőben a nagy nyugati-parti rivális San Jose Earthquakes csapatát győzte le a Sounders idegenben 1-0-ra, a győztes gólt az újonc Cordell Cato szerezte. 2007 óta tehát a Seattle Sounders minden évben eljutott legalább az elődöntőig a sorozatban (előbb alsóbb osztályú gárdaként voltak kétszer elődöntősek, majd 2009-től MLS-csapatként nyertek három kupát). Az elődöntőben a kaliforniai Chivas USA-val csapott össze a zöld-kék különítmény, ahol sima 4-1-es győzelemmel harcolták ki a döntőbe jutást. Ezzel történelmi lehetőség előtt állt a klub, hiszen a kupa történetében még sosem fordult elő, hogy egy csapat zsinórban négyszer hódítsa el a trófeát. Döntőbeli ellenfelük, a szezont jól nyitó Sporting Kansas City volt, akik hazai pályán léphettek pályára az augusztus 8-i fináléban. A kemény fizikális küzdelmet hozó találkozó 84. percében Kei Kamara büntetőjéből vezetést szerzett a hazai gárda, miután Patrick Ianni kezezett a tizenhatoson belül. Szinte már a kezében érezhette a győzelmet a Kansas, ám három perccel később Mauro Rosales szabadrúgását Zach Scott továbbította a hálóba, így visszatért a meccsbe a Sounders. A kétszer 15 perces hosszabbításban érdemi mozzanatok nem történtek, az sem változtatott a játék képén, hogy a 119. percben Ianni-t második sárga lappal kiállították. A büntetőket a Sounders kezdte jobban, ám később hibáztak, az ötödik kört 2-2-es állással várták a csapatok. Paulo Nagamura büntetőjét Michael Gspurning hárította, ám a mérkőzésen többször is véleményesen fújó Ricardo Salazar megismételtette a rúgást. Másodszor a kansas-i nem hibázott, így a döntés Eddie Johnson-ra maradt. A csatár fölé lőtte a tizenegyest, így 3-2-re a Sporting nyerte a párbajt, vagyis három év után sikerült letaszítani a Seattle-t a US Open Cup trónjáról.
A csapat ebben az évben is sikerrel vette a CONCACAF-bajnokok ligája csoportkörét, így a trinidadi Caledonia AIA és a hondurasi CD Marathón oda-vissza legyőzésével a tavalyi két döntős a Santos Laguna és a Monterrey csapata mellett egyedüliként 100%-os teljesítménnyel jutott tovább a 2013. márciusi negyeddöntőbe.
Az MLS alapszakaszát a Sounders a Nyugati főcsoport harmadik és az összesített tabella hetedik helyén zárta, többek között olyan eredményekkel, mint a Chivas USA idegenbeli 6-2-es leigázása, vagy mint az ősi rivális Portland Timbers 3-0-s kiütése több, mint 60 ezer szurkoló előtt. A rájátszás első körében az előző évhez hasonlóan a Real Salt Lake csapata volt az ellenfél. A hazai meccsen pokoli küzdelem során csak 0-0-s döntetlenre futotta, ám a visszavágón idegenben a Sounders diadalmaskodott 1-0-ra, miután a mérkőzés 81. percében a hondurasi Mario Martínez megszerezte első gólját a csapat színeiben. Ez azt jelentette, hogy a csapat története során először sikerült továbbjusson a Playoffs-ban. A főcsoport döntőben a Los Angeles Galaxy-val került össze a Seattle. Az idegenbeli első meccsen csúnya 0-3-as vereségbe futott Sigi Schmid csapata, így a hazai visszavágón kevés volt a 2-1-es győzelem. Igaz a mérkőzés legelején Mark Geiger egy szabályos seattle-i gólt les címén érvénytelenített. A mérkőzés vége előtt félórával 2-0-ra vezetett a Sounders, ám végül nem sikerült ledolgozni a hátrányt. Végül egy kezezés miatt büntetőt kapott a Galaxy, amit Robbie Keane értékesített, amivel kialakult az összesítés 2-4-es végeredménye.

### 2013
A 2013-as évet több változtatással kezdte a gárda. Egyéves kölcsönszerződés keretében a Sounders történetének legeredményesebb játékosa, Fredy Montero hazatért Kolumbiába a Millonarios csapatához, valamint a Seattle legjobb védőjátékosa, Jeff Parke a Philadelphia Union-hoz igazolt, hogy családjához költözhessen. Emellett kevesebb, mint félév után az ex-Kaiserslautern-csapatkapitány Christian Tiffert-től is megvált a zöld-kék egyesület.
A védelem kiegészítésére a korábbi UEFA-bajnokok ligája-győztes Djimi Traoré-t szerződtette a Sounders, míg csatárnak hosszú huzavona végén Obafemi Martins-t sikerült megszerezni a Levantétől (a történet érdekessége, hogy miután a spanyol csapat nem szerette volna elengedni a nigériai támadót, a játékos saját maga fizette ki a kivásárlási árát, ezzel bontva fel a szerződését).
A szezont a Sounders a Montreal Impact ellen egy 1-0-s vereséggel nyitotta a bajnokságban, majd a CONCACAF-bajnokok ligája negyeddöntője következett a számukra, ahol a mexikói Tigres csapata volt az ellenfél a legjobb négy közé jutásért. Az első mérkőzést idegenben 1-0-ra elveszítette Sigi Schmid csapata, ám a visszavágón Seattle-ben 3-1-re diadalmaskodtak. Az első félidőben még a mexikóiak vezettek és úgy tűnt elveszett a remény a továbbjutásra, ám a második játékrészben az újonc DeAndre Yedlin és a rutinos Djimi Traoré bombagóljaival sikerült a visszatérés a küzdelembe, majd Eddie Johnson okos találatával végül sikerült 3-2-es összesítéssel történelmi sikert elérni: a CONCACAF-bajnokok ligája történetében először ejtett ki amerikai csapat egy mexikói csapatot az egyenes kieséses szakaszban. Az április elődöntőben a 2012-es negyeddöntős ellenfelét, a Santos Lagunát fogta ki a Sounders. A hazai mérkőzésen az egykor Seattle-ben futballozó amerikai válogatott csatár, Hérculez Gómez góljával 1-0-ra a mexikói csapat győzedelmeskedett. Az egy héttel későbbi visszavágón is a zöld-fehérek uralták a játékot, hamar vezetést szereztek és bár a csereként beálló Lamar Neagle találatával szépíteni tudott az amerikai csapat, végül 2-1-es összesítéssel a Santos jutott tovább.
A 2013-as bajnokságot története legrosszabb startjával kezdte a Seattle. Az első öt mérkőzésen mindössze két döntetlenre futotta három vereség mellett. Végül április 20-án megtört a jég és Obafemi Martins első seattle-i góljával idegenben 1-0-ra megverték a Colorado Rapids csapatát, véget vetve ezzel gyenge szériának. Az év során végig sérülések szabdalták a csapatot, a csapat legjobb játékosai szinte nem is tudtak egyszerre a pályán lenni, amit a júniusi vb-selejtezőkre behívott válogatott játékosok hiánya sem segített túlzottan. Július végétől szeptember végéig azonban magára talált a Sounders. Egymás után 9 bajnoki meccsből 8-at megnyertek, mindössze egyet veszítettek el a Houston Dynamo vendégeként. Augusztus elején robbant az átigazolási bomba, miszerint a Seattle Sounders megszerezte a Tottenham Hotspur együttesétől az amerikai válogatott csapatkapitányát, Clint Dempsey-t, aki a liga történetének legtöbbet fizető szerződését írta alá. Azonban a sérülések olyan mértékben korlátozták Sigi Schmid edző válogatási lehetőségeit, hogy Martins és Dempsey mindössze 15 percet töltöttek együtt a pályán az év végéig.
A csapat rendkívül gyenge októbert tudhatott maga mögött, öt meccsből négyet elbuktak és mindössze az évadzárón sikerült egy döntetlent összehozni.
Az év végi gyenge szereplés miatt a rájátszásba csak nagyon neccesen kvalifikálta magát a Seattle. A play-in körben a CenturyLink Field-en Evans és Johnson góljaival 2-0-ra megverték a Colorado-t, így továbbjutottak a főcsoport elődöntőbe, ahol az ősi rivális Portland volt az ellenfelük. Mindkét meccsen egyértelműen alulmaradt a Sounders, Seattle-ben 2-1-re, Portlandben 3-2-re kapott ki a csapat, így számukra véget ért a szezon.

### 2014
Ahogy az várható volt a téli szünet során a Seattle megvált leggólerősebb csatárától, Eddie Johnson-tól, miután az amerikai válogatott játékos nem volt elégedett fizetésével és több problémát is okozott az öltözőn belül. A 2014-es szezonra készülve több komolyabb változtatás is történt a keretben, többek között távozott a 2012-13-as szezonokban az első számú kapus szerepét betöltő Michael Gspurning, miután az évad vége felé rendre gyengén teljesített. Szintén meglepetésre eladták a Sounders csapatkapitányát, Mauro Rosales-t a Chivas USA csapatának. 2014. október 25-én, a szezon utolsó mérkőzésén legyőzték az LA Galaxy-t 2-0-ra és megnyerték első Supporters' Shieldjüket.

## Játékoskeret
2023. január 21. szerint.
| #  |          | Poszt | Név                |
| -- | -------- | ----- | ------------------ |
| 3  | ECU      | V     | Xavier Arreaga     |
| 5  | CMR      | V     | Nouhou Tolo        |
| 6  | BRA      | KP    | João Paulo         |
| 7  | USA      | KP    | Cristian Roldan    |
| 9  | PER      | CS    | Raúl Ruidíaz       |
| 10 | URU      | KP    | Nicolás Lodeiro    |
| 11 | SVK      | KP    | Albert Rusnák      |
| 12 | COL      | CS    | Fredy Montero      |
| 13 | USA      | CS    | Jordan Morris      |
| 16 | Salvador | V     | Alex Roldán        |
| 19 | BRA      | CS    | Héber              |
| 21 | USA      | KP    | Reed Baker-Whiting |
| 22 | USA      | KP    | Kelyn Rowe         |

| #  |     | Poszt | Név               |
| -- | --- | ----- | ----------------- |
| 23 | BRA | KP    | Léo Chú           |
| 24 | SUI | K     | Stefan Frei       |
| 25 | USA | V     | Jackson Ragen     |
| 26 | USA | K     | Andrew Thomas     |
| 28 | COL | V     | Yeimar Gómez      |
| 29 | USA | K     | Jacob Castro      |
| 30 | USA | K     | Stefan Cleveland  |
| 45 | USA | KP    | Ethan Dobbelaere  |
| 73 | USA | KP    | Obed Vargas       |
| 77 | USA | KP    | Sota Kitahara     |
| 84 | USA | KP    | Josh Atencio      |
| 92 | FRA | V     | Abdoulaye Cissoko |
| 99 | USA | CS    | Dylan Teves       |

## Sikerlista
- MLS
  - Bajnok (2): 2016, 2019

- US Open Cup
  - Győztes (4): 2009, 2010, 2011, 2014
  - Ezüstérmes (1): 2012

- CONCACAF-bajnokok ligája
  - Győztes (1): 2022

## Híres játékosok
- Osvaldo Alonso (2009-)
- Clint Dempsey (2013-)
- Chad Marshall (2014-)
- Tyrone Mears (2015-)

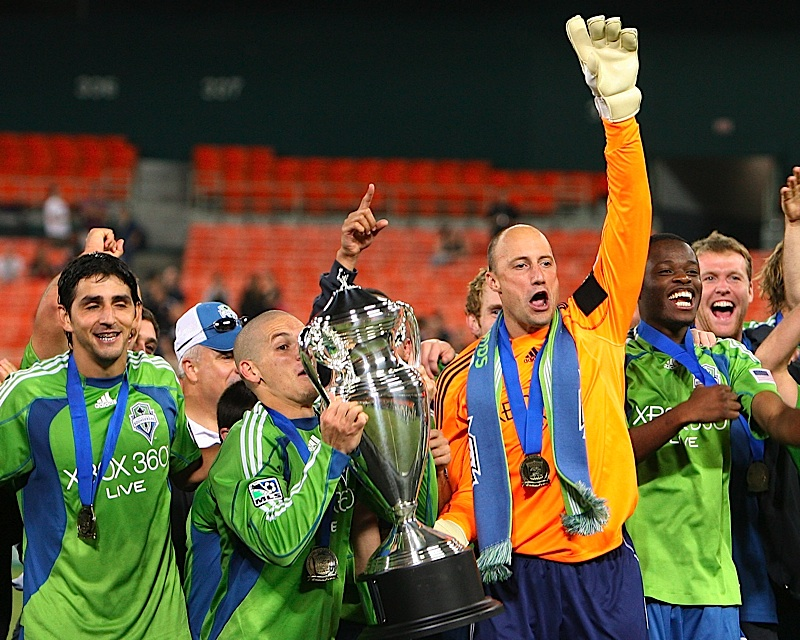
A játékosok ünneplése 2009-ben

- Erik Friberg (2011, 2015-)
- Andreas Ivanschitz (2015-)
- Nelson Haedo Valdez (2015-)
- Román Torres (2015-)
- Nicolas Lodeiro (2016-)
- Álvaro Fernández (2010-2012, 2016-)
- Zach Scott (2009-2016)
- Kasey Keller (2009-2011)
- Fredy Montero (2009-2014)
- Roger Levesque (2009-2012)
- Steve Zakuani (2009-2013)
- Fredrik Ljungberg (2009-2010)
- Blaise Nkufo (2010-2011)
- Jeff Parke (2010-2012)
- Mauro Rosales (2011-2013)
- Michael Gspurning (2012-2013)
- Eddie Johnson (2012-2013)
- Marcus Hahnemann (2012-2014)
- Djimi Traoré (2013-2014)
- DeAndre Yedlin (2013-2014)
- Obafemi Martins (2013-2015)
- Kenny Cooper (2014-2015)